# Ядерна енергетика Мексики
У Мексиці є одна атомна електростанція Лагуна Верде, яка складається з двох киплячих реакторів. У лютому 2007 року були підписані контракти з компаніями Iberdrola та Alstom щодо модернізації реакторів до 2010 року. Було створено комітет, який рекомендує нові атомні станції, і останньою пропозицією є запуск одного блоку до 2015 року, а за ним — ще семи до 2025 року.
Через деякий час вважалося, що ядерна енергія припиниться, але Мексика нарешті вирішила у 2007 році, модернізувавши атомну електростанцію Лагуна Верде, яка має два реактори по 683 МВт кожен, після модернізації реактори збільшать свою потужність до 817 МВт кожен, що становить 4,6 % виробництва електроенергії. 14 травня 2010 року міністр енергетики Джорджина Кессел оголосила, що Мексика передбачає повний розвиток атомної енергетики у своєму енергетичному балансі як альтернативу перешкоджанню використанню викопного палива та збільшенню виробництва відновлюваної електроенергії.
У листопаді 2011 року Мексика відмовилася від планів побудови аж 10 нових ядерних реакторів і натомість зосередиться на електростанціях, що працюють на природному газі, після збільшення кількості відкриттів покладів палива.

## Реактори
| Назва        | Блок №. | Реактор | Реактор | Статус     | Чиста потужність (MW) | Початок будівництва | Комерційне використання | Закриття |
| Назва        | Блок №. | Тип     | Модель  | Статус     | Чиста потужність (MW) | Початок будівництва | Комерційне використання | Закриття |
| ------------ | ------- | ------- | ------- | ---------- | --------------------- | ------------------- | ----------------------- | -------- |
| Лагуна-Верде | 1       | BWR     | BWR-5   | Функціонує | 665                   | 1 жовтня 1976       | 29 липня 1990           |          |
| Лагуна-Верде | 2       | BWR     | BWR-5   | Функціонує | 665                   | 1 червня 1977       | 10 квітня 1995          |          |